# Avel an Trec'h
Pour les articles homonymes, voir Avel.
 (juin 2018).
Si vous disposez d'ouvrages ou d'articles de référence ou si vous connaissez des sites web de qualité traitant du thème abordé ici, merci de compléter l'article en donnant les références utiles à sa vérifiabilité et en les liant à la section « Notes et références ».
Avel an Trec’h est une revue bretonne disparue, de langue bretonne et proche du mouvement autonomiste breton. 
Fondée dans l'immédiat après-guerre, elle fut envoyée dès la fin de l'année 1946 à plusieurs militants bretons dans le but de faire redémarrer l'Emsav. Dans son 3e numéro, en novembre 1946, on pouvait y lire : « Ret e vo dimp kavout a-benn ur pennad amzer ur strollad broadel bennak a c’hwezh d’an holl, e-giz hini Kembre pe hini Euskariz. [Un jour il nous faudra trouver un parti politique national qui s'impose à tous, comme celui du Pays de Galles ou du Pays basque.]»
En 1947, Youenn Olier avait prophétisé la disparition de la langue bretonne et sa désagrégation dès 1947 avec le parti politique qu'il crée en 1945  An Avel et sa revue Avel an Trec'h. Un des membres était Pierre Loquet. De 1945 à 1948, le principal collaborateur de cette revue nationaliste de Youenn Olier est Yann Ar Gall.